# Clachan, Kintyre
Clachan är en by på halvön Kintyre i Argyll and Bute, Skottland. Byn är belägen 16 km 
från Tarbert. Orten har 108 invånare (1971).